# Bolbocerosoma farctum
Bolbocerosoma farctum är en skalbaggsart som beskrevs av Fabricius 1775. Bolbocerosoma farctum ingår i släktet Bolbocerosoma och familjen Bolboceratidae. Inga underarter finns listade.